# دوبین-لینشتوو
دوبین-لینشتوو (به آلمانی: Dobbin-Linstow) یک شهر در آلمان است که در Rostock District واقع شده‌است. دوبین-لینشتوو ۵۹۰ نفر جمعیت دارد.